# 아우스마 지에도네칸타네
아우스마 지에도네칸타네(라트비아어: Ausma Ziedone-Kantāne, 1941년 11월 10일~2022년 5월 29일)는 라트비아의 배우, 정치인이다.